# Socalchemmis gertschi
Espèce
Socalchemmis gertschi est une espèce d'araignées aranéomorphes de la famille des Zoropsidae.

## Distribution
Cette espèce est endémique de Californie aux États-Unis,. Elle se rencontre dans le comté de Los Angeles.

## Description
Le mâle holotype mesure 7,1 mm et la femelle 12,4 mm.

## Étymologie
Cette espèce est nommée en l'honneur de Willis John Gertsch.